# Porto Levante (otok)

Otok Isola di Porto Levante [ìzola di pòrto levànte]) je umetni otok v Jadranskem morju. Upravno spada pod italijansko deželo Benečija (pokrajina Rovigo).
Otok sestoji iz plavajočega armiranega betona. Dograjen je bil leta 2008 v Španiji, od koder je priplul v Jadransko morje s pomočjo vlačilcev. Tu je bil obtežen s peskom in položen na morsko dno pri globini 30 m, tako da je ostala nad površino 17 m visoka struktura. Nato so bili temelji obdani s kamenjem iz bližnje Hrvaške, kar zagotavlja otoku stabilnost in ga brani pred erozijo.
Otok je bil ustvarjen za namestitev terminala plinovoda in naprav za ponovno uplinjanje utekočinjenega zemeljskega plina (UZP). Plinovod poteka pod morjem za približno 15 km do pristanišča Porto Levante, nato prečka delto reke Pad in se v bližini Bologne priključi na državno omrežje. Naprave za uplinjanje UZP so last mednarodne družbe (45% ExxonMobil, ZDA, 45% Qatar Petroleum, Katar, 10% Edison, Italija). Prvi metanski tanker je prispel iz Katarja avgusta 2009.
Ker otok nima druge namembnosti razen teh industrijskih naprav, je bilo s časom opuščeno njegovo prvotno poimenovanje. Znan je še samo kot Terminale GNL Adriatico (= Jadranski terminal za UZP).